# Cayaponia macrocalyx
Cayaponia macrocalyx là một loài thực vật có hoa trong họ Cucurbitaceae. Loài này được Harms mô tả khoa học đầu tiên năm 1926.